# باول واتسون (صحفي)
باول واتسون (بالإنجليزية: Paul Watson)‏ هو صحفي ومصور أمريكي، ولد في 13 يوليو 1959 في Weston, Toronto ‏ في كندا.